# Europejski Komisarz ds. rybołówstwa i oceanów

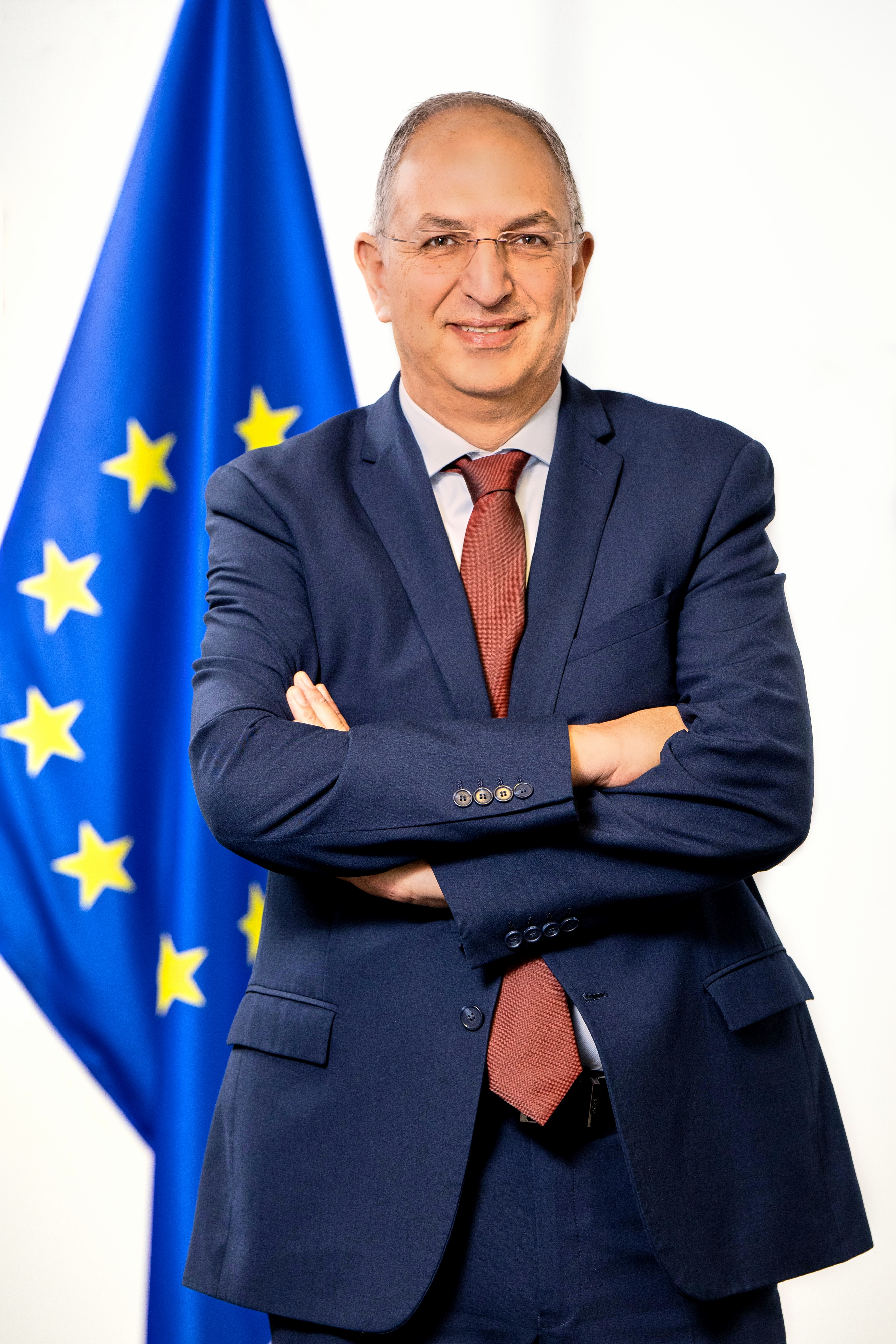
Europejski Komisarz ds. rybołówstwa i oceanów – Kostas Kadis

Europejski Komisarz ds. rybołówstwa i oceanów – członek Komisji Europejskiej. Jest odpowiedzialny za rozwój oraz realizację polityk związanych z ochroną, zarządzaniem i wykorzystaniem oceanów, mórz oraz sektora rybołówstwa w Unii Europejskiej. Stanowisko to łączy kwestie ekonomiczne, ekologiczne i społeczne, uwzględniając kluczowe cele, takie jak zapewnienie bezpieczeństwa żywnościowego, wspieranie lokalnych społeczności nadmorskich oraz ochronę zasobów morskich dla przyszłych pokoleń. Ma również fundamentalną rolę w globalnym zarządzaniu oceanami i promowaniu międzynarodowej współpracy na rzecz czystych i bezpiecznych oceanów, odgrywając wiodącą rolę w negocjacjach i realizacji międzynarodowych traktatów związanych z bioróżnorodnością morską i ochroną wysokich  murz. Obecnym komisarzem jest Kostas Kadis.

## Powstanie stanowiska
Stanowisko powstało jako odpowiedź na rosnące wyzwania związane z zarządzaniem europejskimi i globalnymi zasobami morskimi. Jego utworzenie wpisuje się w kluczowe cele Unii Europejskiej, takie jak zapewnienie bezpieczeństwa żywnościowego i wsparcia dla sektora rybołówstwa, ochrona zasobów naturalnych i bioróżnorodności, rozwój zrównoważonej gospodarki niebieskiej oraz wiodąca rola UE w międzynarodowym zarządzaniu oceanami i adaptacji do zmian klimatycznych. Utworzenie tego stanowiska odzwierciedla strategiczne znaczenie oceanów dla europejskiej gospodarki, środowiska i bezpieczeństwa. Jest także odpowiedzią na potrzebę realizacji długoterminowych zobowiązań związanych z polityką klimatyczną, ochroną środowiska oraz zrównoważonym rozwojem, stanowiąc fundament działań na rzecz zdrowych, produktywnych i dobrze zarządzanych oceanów.

## Zakres obowiązków
Europejski Komisarz ds. rybołówstwa i oceanów odpowiada za:
- zapewnienie skutecznej realizacji Wspólnej Polityki Rybołówstwa (CFP) we wszystkich państwach członkowskich, w tym wspieranie sektora rybołówstwa i akwakultury, osiąganie zrównoważonych zasobów rybnych oraz minimalizowanie wpływu rybołówstwa na ekosystem morski,
- przeprowadzenie kompleksowej oceny CFP, uwzględniającej wymiar ekonomiczny, środowiskowy i społeczny, oraz przygotowanie wizji dla sektora rybołówstwa do roku 2040, z uwzględnieniem potencjalnych zmian polityki,
- ochrona europejskiego sektora rybołówstwa przed nieuczciwą konkurencją globalną, w tym wzmocnienie stabilności dostępu do sąsiednich wód,
- rozwój strategii zewnętrznej UE w dziedzinie rybołówstwa, w tym nowych Porozumień o Partnerstwach na rzecz Zrównoważonego Rybołówstwa, oraz promowanie zrównoważonego rybołówstwa w ramach dialogów bilateralnych i wielostronnych,
- stworzenie Europejskiego Paktu Oceanicznego, zapewniającego spójność działań politycznych związanych z oceanami, wsparcie dla ich zdrowia i odporności, rozwój gospodarki niebieskiej oraz inwestycji w wiedzę i innowacje dotyczące mórz,
- wzmocnienie planowania przestrzennego obszarów morskich, aby zoptymalizować wykorzystanie morza, przy jednoczesnym zachowaniu jego zdrowia i potencjału ekonomicznego,
- opracowanie strategii badawczo-innowacyjnej dla oceanów UE, w tym misji "Przywrócenia Oceanów i Wód do 2030 roku",
- analiza możliwości tworzenia europejskich rezerw błękitnego węgla jako części nowego modelu gospodarczego dla społeczności nadbrzeżnych,
- wspieranie ratyfikacji i wdrożenia w prawie UE traktatu o bioróżnorodności poza jurysdykcją narodową, z celem ochrony co najmniej 30% wysokich mórz do 2030 roku,
- opracowanie strategii unijnej dyplomacji oceanicznej i wzmocnienie międzynarodowej roli UE w zarządzaniu oceanami, w tym na Konferencji ONZ dotyczącej Oceanów w Nicei w 2025 roku,
- współpraca z nadmorskimi społecznościami i organizowanie Dialogów Rybołówstwa i Oceanów, aby uwzględnić perspektywy różnych interesariuszy w projektowaniu Europejskiego Paktu Oceanicznego,
- wspieranie adaptacji nadmorskich obszarów i społeczności do zmian klimatycznych jako części Planu Adaptacji do Klimatu UE.

## Lista komisarzy
|   | Komisarz               | Lata      | Komisja          |
| - | ---------------------- | --------- | ---------------- |
| 1 | Franz Fischler         | 1999–2004 | Prodi            |
| 2 | Sandra Kalniete        | 2004      | Prodi            |
| 3 | Joe Borg               | 2004–2010 | Barroso I        |
| 4 | Maria Damanaki         | 2010–2014 | Barroso II       |
| 5 | Karmenu Vella          | 2014–2019 | Juncker          |
| 6 | Virginijus Sinkevičius | 2019–2024 | von der Leyen I  |
| 7 | Kostas Kadis           | od 2024   | von der Leyen II |